# Ѻ
Ѻ, ѻ – dawna litera cyrylicy, wariant litery О.

## Kodowanie
| Znak                   | Ѻ                                   | Ѻ                                   | ѻ                                 | ѻ                                 |
| ---------------------- | ----------------------------------- | ----------------------------------- | --------------------------------- | --------------------------------- |
| Nazwa w Unikodzie      | cyrillic capital letter round omega | cyrillic capital letter round omega | cyrillic small letter round omega | cyrillic small letter round omega |
| Kodowanie              | dziesiątkowo                        | szesnastkowo                        | dziesiątkowo                      | szesnastkowo                      |
| Unicode                | 1146                                | U+047A                              | 1147                              | U+047B                            |
| UTF-8                  | 209 186                             | d1 ba                               | 209 187                           | d1 bb                             |
| Odwołania znakowe SGML | &#1146;                             | &#x047A;                            | &#1147;                           | &#x047B;                          |